# 오산초등학교 (여주시)
오산초등학교(五山初等學校)는 대한민국 경기도 여주시 가남읍 오산리에 있는 공립 초등학교이다.

## 학교 연혁
- 1946년 1월 1일 : 가남초등학교 오산분교장 설립
- 1953년 4월 27일 : 오산국민학교로 승격
- 1981년 3월 10일 : 병설유치원 개원
- 1996년 3월 1일 : 오산초등학교로 개칭
- 2012년 2월 10일 : 제57회 졸업(총 2,697명)
- 2012년 3월 1일 : 경기도교육청 지정 연구학교(저작권 교육) 2년차 운영
- 2012년 3월 1일 : 초등학교 6학급, 특수반 1학급, 유치원 1학급 편성 운영

## 참고 자료
- 오산초등학교 - 한국교육학술정보원 학교알리미